# Catalán noroccidental

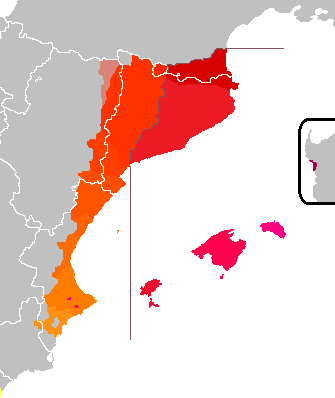
Catalán noroccidental

El catalán noroccidental,es la variedad de la lengua catalana que se habla en la zona noroccidental de las regiones catalanohablantes, es decir, la zona occidental de Cataluña y una franja oriental de Aragón. A veces se confunde con la denominación de leridano, siendo este un subdialecto perteneciente a él.

## Localización geográfica

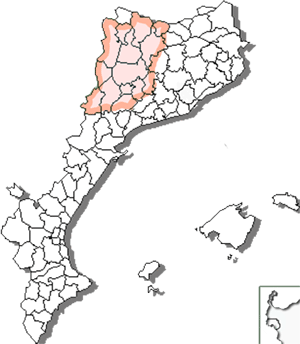
Localización de las zonas de catalán noroccidental sobre un mapa del dominio lingüístico de la lengua catalana (las fronteras indican los límites de las comarcas).

El catalán noroccidental se habla en:
- Las comarcas occidentales de Cataluña:
  - La Alta Ribagorza, el Pallars Jussá, el Pallars Sobirá, el Alto Urgel, la mitad occidental del Solsonés, la Segarra, la Noguera, el Segriá, Urgel, la Plana de Urgel, las Garrigas, la Ribera de Ebro y El Priorato.
  - La Tierra Alta, el Bajo Ebro y el Montsiá como zona de transición hacia el valenciano.
- Las comarcas aragonesas que conforman la Franja:
  - La zona oriental de la Ribagorza, La Litera, el Bajo Cinca y el Matarraña.

El catalán de Andorra también quedaría dentro del bloque noroccidental, de hecho, la frontera norte se traza a partir de Andorra, sigue el límite político con Francia y rodea el Valle de Arán, la cual queda excluida. La frontera oeste penetra dentro de Aragón y viene marcada por las interferencias lingüísticas con las hablas del aragonés: los ríos Ésera e Isábena, que son el límite natural para la parte del norte. Hacia el sur partiendo de Tamarite de Litera la delimitación entre las lenguas es clara y pasa por Zaidín, Fraga, Maella, Valjunquera y Aiguaviva. En cuanto a la frontera meridional, las isoglosas señalan el paso hacia las hablas valencianas y se extienden hacia el sur formando una extensa área de transición donde confluyen características noroccidentales y meridionales, que llega hasta tierras de la Plana de Castellón.
En sentido estricto el noroccidental comprende las cuencas del Segre (desde el límite entre la Cerdaña y el Urgellet) y del Ebro, con sus afluentes. Popularmente se le llama erróneamente leridano a todo el bloque noroccidental, aunque no coincida ni con Lérida ni con la provincia homónima. Se entiende como leridano a un subdialecto más dentro del conjunto noroccidental, siendo el habla de las comarcas del Segriá, Urgel, la Plana de Urgel, las Garrigas, la Noguera y buena parte del Bajo Cinca.
La zona de transición hacia el valenciano, que empieza ya en las tierras del Ebro, penetra dentro de la Comunidad Valenciana, desde Los Puertos de Morella y el Matarraña, todo el Maestrazgo y gran parte de la Alcalatén hasta los municipios septentrionales de la Plana Alta.
Toda esta área de transición presenta una serie de características que dan paso de un dialecto a otro:
- Fonéticas
  - La no palatalización del grupo -tl-
    - Batlle
- Morfosintácticas
  - El mantenimiento de tres grados de demostrativos: est, eix, aquell (este, ese, aquel)
- Léxicas
  - Faena para feina (faena), endívia por escarola (escarola)

Dentro del territorio de habla noroccidental se encuentran buena parte de los documentos más antiguos escritos en lengua catalana. Uno de los más antiguos son las Homilías de Organyà en el Alto Urgel, del siglo XI.

## Características

### Fonética
- Vocalismo átono:
  - El vocalismo átono es de articulación más tensa y de timbre más claro que el oriental, con distinción entre a y e (passar [paˈsa]: pasar, besar [beˈza]: besar), y entre o y u (posar [poˈza]: posar, curar [kuˈɾa]: curar).
  - Vocales que no siguen la norma anterior:
    - La a y e iniciales de palabra se neutralizan en [a], aunque no en todo el territorio.
    - La o átona inicial de palabra se diptonga en [aw] en parte del territorio.
    - La a final puede pasar a [ɛ] (e abierta) o [e] (e cerrada) y, más raramente, a [o] (o).
    - La a final de la 3ª persona del singular de cualquier tiempo verbal se pronuncia como [e] (e cerrada): ell torna, tornava: [ˈtorne], [torˈnabe].
    - Aparte del dominio, la a final se pronuncia [ɛ] (e abierta): fina [ˈfinɛ]. Se exceptúa la a de los monosílabos átonos, que se mantiene [a]: la capa [la ˈkapɛ], ma tia [ma ˈtiɛ].
- Vocalismo tónico:
  - La [e] (e cerrada) del latín vulgar (procedente de E larga o de I breve latinas) se mantiene cerrada: pera [ˈpeɾɛ], cadena, alé, francés (mientas que en catalán oriental es e abierta en general: pera [ˈpɛɾə]; o vocal neutra aparte de las Baleares: pera [ˈpəɾə]).
- Consonantismo:
  - Falta de yodización: se conservan las ll etimológicas como laterales palatales [ʎ].
  - La erra final se enmudece: cantar [kanˈta]. Los infinitivos sin vibrante simple final ni en combinaciones con pronombres débiles hacen aparecer formas características: [menˈʒaw] por menjar-ho, [aˈnaj] por anar-hi.
  - Betacismo: no hay distinción de b y v.
  - Africación de la x inicial y postconsonántica tx : txocolata, gantxo.

### Morfología
- Los artículos:
  - Los artículos masculinos en buena parte del dominio son lo y los, que alternan con el y els; pronunciados l, ls cuando les precede una vocal.
- Los pronombres:
  - Los pronombres débiles presentan la forma plena delante de las formas verbales que comienzan en consonante: me dutxo, te dic, se pentina. Los pronombres estándar ens y us pasan a mos y vos en todo el territorio, como en el resto del valenciano.
- Los sustantivos:
  - La terminación -es de los plurales se pronuncia [es], con e cerrada.
- Los verbos:
  - Indicativo:
    - El límite de la desinencia -o de la primera persona del indicativo (jo canto), llega hasta la línea de Alcora en Cabanes de l'Arc.

  - Subjuntivo:
    - Las desinencias del presente del subjuntivo con vocal velar -os, -o, -on (que tu cantos, que ell canto, etc).
    - El pretérito imperfecto de subjuntivo forma los morfemas con s sorda: -és o -essa, -esses o -essis, -és o -essa, -éssem o -éssim, -ésseu o -éssiu, -essen o -essin: jo cantés o jo cantessa, tu cantesses o cantessis, etc.
    - La isoglosa del imperfecto de subjuntivo en -ara, -era, -ira (jo cantara, etc) marca al sur un límite entre Villores y Alcalá de Chivert.

Otros rasgos ocupan un área más reducida, a menudo con carácter de arcaísmo: 
- Imperfetos en -eva, -iva (feva en vez de feia, voliva en vez de volia).
- Desinencias -am, -au del presente de indicativo (parlam, parlau).
- Mantenimiento del grupo [it] < ct (lleit < lacte) Y de la palatal [j] en lugar de [ʒ] o [dʒ] ([puˈja] pujar como si se escribiera puià), falta de palatinización de mn, nn ([ˈdan] dany).

### Léxico
El léxico oferece algunos tipos lexicales o valores semánticos diferenciales respecto al oriental: espi
l (mirall, espejo), melic (llombrígol, ombligo), xic (noi, niño), corder (xai, cordero), romer (romaní, romero), catxap (conillet, gazapo), sangartalla (sargantana, lagartija), pegar (encomanar), voler (estimar)... A menudo se encuentran en valenciano y, además, presentan paralelismos con el léxico castellano y aragonés.
Se debe decir que el léxico puede variar mucho de un pueblo a otro y que en bastantes ocasiones no se puede generalizar.

## Subdialectos
- Pallarés
- Ribagorzano

Isoglosas fonológicas del catalán del Matarraña según Joaquim Rafel i Fontanals (1981).

- Catalán leridano o noroccidental básico
  - Hablas del Matarraña

Al sur de los Puertos de Morella las características se van haciendo cada vez más meridionales, respondiendo cada vez más al valenciano típico. 
- Tradicionalmente se ha considerado que los imperfectos de subjuntivo acabados en -ara, -era, -ira típicos del valenciano acababan al norte hasta la línea Villores-Alcalá de Chivert. Sin embargo, ahora se sabe que llegan mucho más al norte y que se encuentran también en el Matarraña.
- En valenciano la desinencia de primera persona singular es -e (io cante) pero por el norte solo llega a la línea Alcora-Cabanes de l'Arc, donde se encuentra ya la desinencia -o (io canto) típica del catalán nordoccidental.

Las hablas de una parte de la Plana Alta y de una parte de Alcalatén forman parte de una transición entre el catalán nordoccidental y el valenciano, al igual que las hablas del Maestrazgo, los Puertos de Morella, Matarraña y Tierras del Ebro catalán, llamadas tortosino.